# Lasja Totadze
Lasja Totadze (Achaltsiche, 24 augustus 1988) is een Georgisch voetballer. Hij begon zijn carrière in 2007 bij FK Gagra en voetbalt momenteel bij de Hongaarse voetbalclub Győri ETO FC.